# Balanus nubilus
Balanus nubilus — вид усоногих раков из подотряда морских желудей (лат. Balanomorpha). Взрослые особи ведут неподвижный образ жизни, прикрепляясь к твёрдым поверхностям. Расселение происходит лишь на личиночных стадиях, обитающих в планктоне. Это самые крупные усоногие ракообразные, достигающие в диаметре 15 см и высотой до 30 см и с самыми крупными из известных науке миоцитов.
Balanus nubilus — северо-восточный тихоокеанский вид, ареал которого простирается от южной Аляски до Нижней Калифорнии. Он часто встречается на скалах, сваях пирсов и животных с твердой оболочкой на глубине до 90 м. Как и другие усоногие, B. nubilus является фильтратором; его, в свою очередь, иногда употребляют в пищу каланы, морские звезды, крабы и коренные американцы с тихоокеанского северо-запада. Опустевшие раковины B. nubilus используются в качестве укрытий крабом Glebocarcinus oregonensis и рыбой Rhamphocottus richardsonii.